# Otto IV
Otto IV z Brunszwiku, Otton IV Welf (ur. 1175 lub 1176 w Brunszwiku, zm. 18 maja 1218 w Hartzburgu) – antykról niemiecki 1198–1208, król niemiecki od 1208, książę Szwabii 1208–1212, cesarz rzymski od 1209. Rywal rodu Hohenstaufów, jego panowanie związane było z zabiegami papiestwa o uzyskanie kontroli nad Świętym Cesarstwem Rzymskim.

## Życiorys
Pochodził z rodu Welfów. Był synem Henryka Lwa i Matyldy, córki króla Anglii Henryka II Plantageneta. Od najmłodszych lat jego ojciec przygotowywał go do walki o cesarską koronę. Wychował się na dworze dziadka Henryka II. Brał udział w wyprawach wojennych Ryszarda Lwie Serce. Kiedy Ryszard został królem w 1189 r. próbował uhonorować Ottona tytułem hrabiego Yorku lub też, poprzez małżeństwo, wprowadzić go na tron Szkocji. W 1196 r. nadał mu tytuł hrabiego Poitiers.

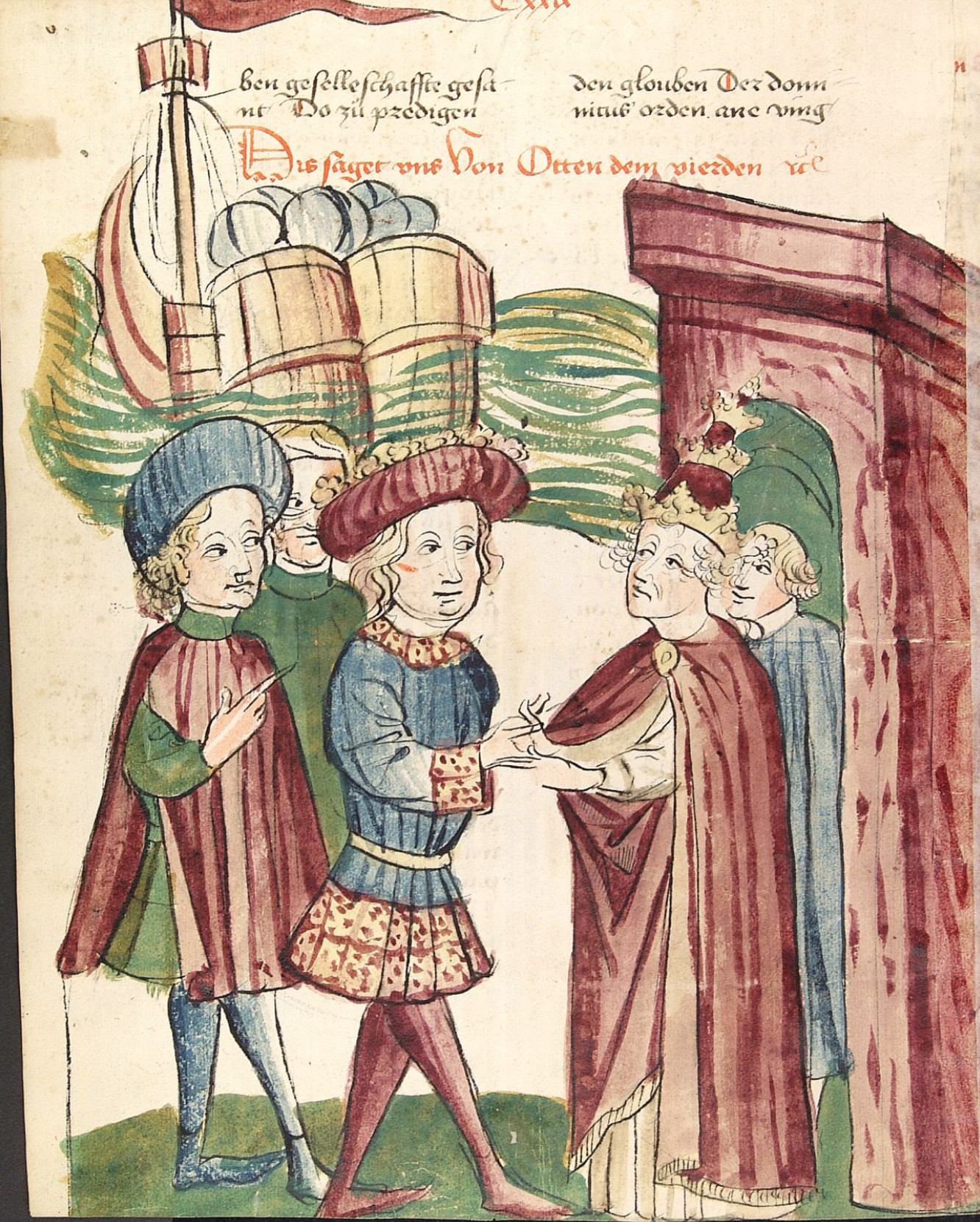
Spotkanie Ottona i papieża Innocentego III

W 1198 pod wpływem polityki bogatych mieszczan i króla Anglii uzyskał poparcie części baronów niemieckich i sięgnął po tron w Rzeszy po śmierci Henryka VI. 9 czerwca 1198 r. został okrzyknięty królem w Kolonii przez książąt północnoniemieckich. Następnie zajął Akwizgran i został koronowany przez arcybiskupa Kolonii Adolfa 12 lipca. Koronacji dokonano fałszywymi regaliami, gdyż prawdziwe znajdowały się w rękach Staufów.
Elekcja Ottona i jego koronacja wywołała wojnę domową z pretendującym do schedy po zmarłym bracie i wybranym wcześniej przez stronnictwo Staufów królem Filipem Szwabskim. Ażeby zażegnać spór i dwukrólewie Otton IV zwrócił się o pomoc do papieża Innocentego III. W 1201 r. w Neuss zagwarantowawszy przywileje kościoła uzyskał od papieża pełne poparcie. Nie udało mu się jednak pokonać opozycji wewnątrzpaństwowej. 27 lipca 1206 r. pokonany w bitwie pod Wassenbergiem zmuszony został do abdykacji. W zamian za zrzeczenie się praw do tronu miał uzyskać księstwo Szwabii i rękę córki Filipa Szwabskiego, Beatrycze Hohenstauf. Nagła śmierć Filipa Szwabskiego uratowała jego pozycję.
11 listopada 1208 r. we Frankfurcie powtórnie został wybrany królem niemieckim. W 1209 r. Otto IV udał się do Włoch i 4 października został w Rzymie koronowany na cesarza przez papieża Innocentego. Przygotowywał wyprawę celem podbicia Sycylii. Próbując ograniczyć władzę papieską popadł w konflikt z Innocentym III, który w 1210 r. go ekskomunikował. W Rzeszy wybuchła kolejna wojna domowa inspirowana polityką Staufów.
Niemieccy możni wybrali królem Fryderyka II. Nie mogąc ogarnąć chaosu w Niemczech Otton IV zwrócił się o pomoc w zorganizowaniu koalicji do króla Anglii, Jana bez Ziemi. Przeciwko temu sojuszowi wystąpił król Francji Filip II August, który wmieszał się w sprawy sukcesji w Niemczech i wypowiedział wojnę cesarzowi. W 1214 r. doszło bitwy pod Bouvines, która przypieczętowała klęskę polityczną Ottona IV. Straciwszy szansę na odzyskanie władzy w Rzeszy Otto IV wycofał się do swoich brunszwickich posiadłości.
Zmarł w Hartzburgu. Pochowany został w katedrze w Brunszwiku.

## Małżeństwa
23 lipca 1212 r. w Nordhausen poślubił Beatrycze Hohenstauf (maj 1198 – 11 sierpnia 1212), córkę Filipa Szwabskiego i Ireny Angeliny, córki cesarza bizantyjskiego Izaaka II Angelosa. Małżonkowie nie mieli razem dzieci.
19 maja 1214 r. w Akwizgranie poślubił Marię (ok. 1190 – maj 1260), córkę księcia Brabancji Henryka I i Matyldy z Boulogne, córki Mateusza Alzackiego. Również to małżeństwo pozostało bezdzietne.